# Pingasa paulinaria
Pingasa paulinaria là một loài bướm đêm trong họ Geometridae.